# Байкинский сельсовет
Байкинский сельсовет — муниципальное образование в Караидельском районе Башкортостана.

## История
Согласно «Закону о границах, статусе и административных центрах муниципальных образований в Республике Башкортостан» имеет статус сельского поселения.

## Население
| 2002  | 2009  | 2010  | 2012  | 2013  | 2014  | 2015  |
| ----- | ----- | ----- | ----- | ----- | ----- | ----- |
| 1619  | ↘1579 | ↘1521 | ↘1512 | ↗1519 | ↗1538 | ↘1504 |
| 2016  | 2017  | 2018  |       |       |       |       |
| ↘1498 | ↗1512 | ↘1500 |       |       |       |       |

## Состав сельского поселения
| № | Населённый пункт | Тип населённого пункта       | Население |
| - | ---------------- | ---------------------------- | --------- |
| 1 | Байки            | село, административный центр | ↘1095     |
| 2 | Новоянсаитово    | деревня                      | ↘272      |
| 3 | Бердяш           | село                         | ↗154      |